# باذنجان معدل وراثيا

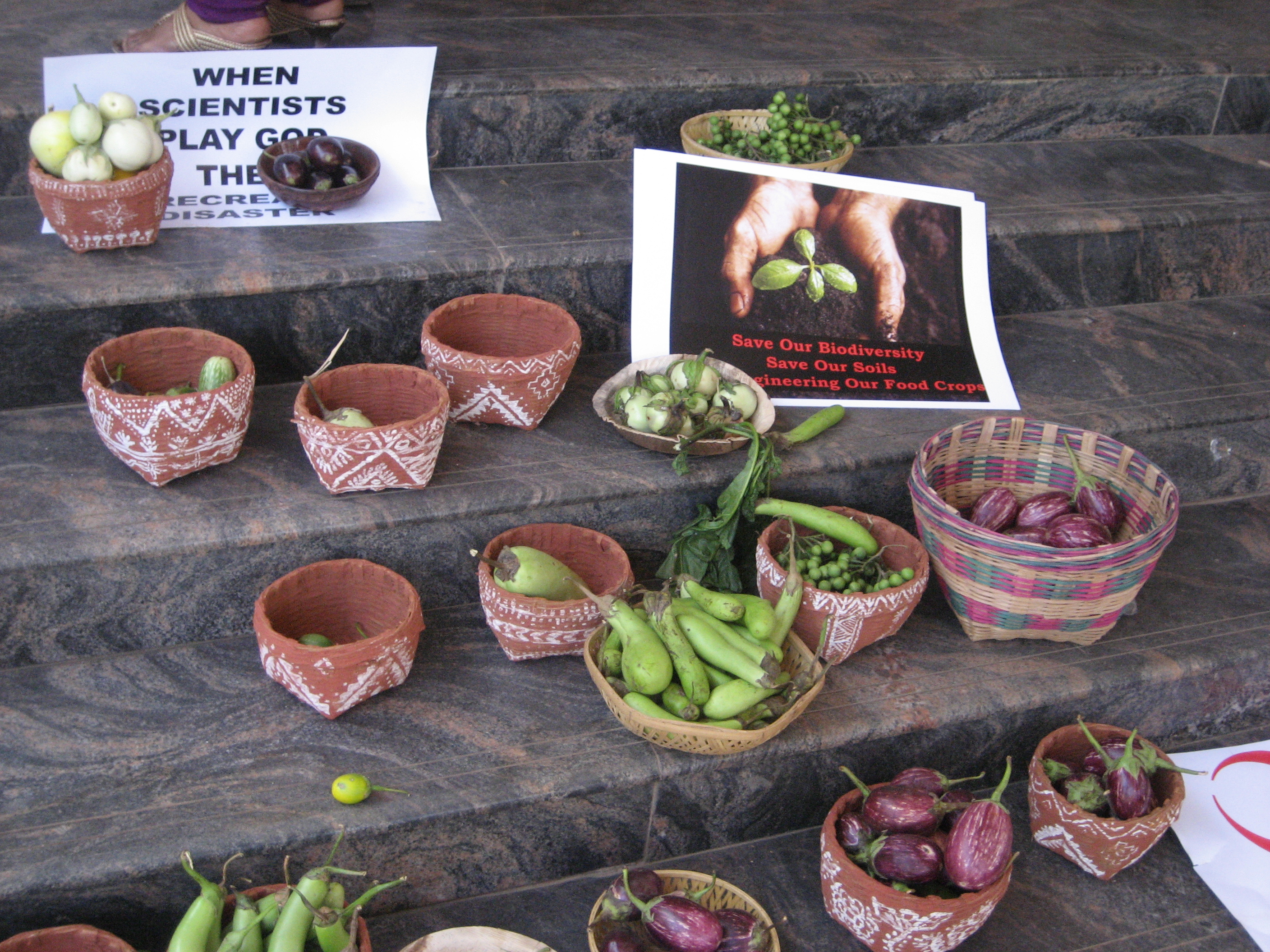
توضح الصورة الباذنجان المعدل وراثياً

الباذنجان المعدل وراثيا هو عدد من سلالات نبات الباذنجان التي تمت هندستها وراثيا عن طريق إدخال جين بروتين بلوري مأخوذ من بكتيريا التربة العصوية التورنجية في جينوم سلالات الباذنجان المختلفة. يتم إدخال الجين جنبًا إلى جنب مع العناصر الوراثية الأخرى مثل المحفزات، والمُنهي، وجين علامة مقاومة المضادات الحيوية في نبات الباذنجان باستخدام التحول الجيني للبكتيريا الأجرعية.
طورت شركة ماهيكو للبذور الهندية، والتي يقع مقرها في مدينة جالنا بولاية ماهاراشترا في الهند، سلالت باذنجان العصوية التورنجية لإكساب النبات مقاومة ضد الحشرات التي تنتمي إلى فصيلة حرشفيات الأجنحة، ولا سيما حشرة ثمار الباذنجان وحشرة حفار النبيتات، عن طريق تكوين مسام في الجهاز الهضمي للحشرة. أطلقت الشركة على سلاسلات الباذنجان المعدل وراثيًا اسم (إيفنت إي إي 1)، وتقدمت شركة ماهيكو للحصول على الموافقة على سلالتي باذنجان هجينتين.
أدخلت جامعة العلوم الزراعية، وجامعة تاميل نادو الزراعية في مدينة كويمباتور سلالة الباذنجان المعدلة وراثيا إيفنت إي إي 1، وقامت بتربيتها وسط سلالات محلية، وحصلت هذه السلالة على الموافقة بتسويقها واستخدامها في الهند في عام 2009، ولكن بعدما قوبل الأمر باحتجاج عام واضح، وبعد جولات من المناقشات تحدث خلالها ممثلون من شركة ماهيكو، ومن المجتمع العلمي، والمنظمات غير الحكومية حول هذا الموضوع قام وزير البيئة الهندي آنذاك جيرام راميش بوقف تسويق السلالة المعدلة وراثيا إلى حين إجراء المزيد من الاختبارات الأخرى، والتي لم يحددها. حصلت الشركة في عام 2013 على الموافقة بتسويق سلالة الباذنجان المعدلة وراثيا باستخدام البكتيريا العصوية التورنجية تجاريًا في بنغلاديش.
وفي عام 2021 كان ما يقرب من 65000 مزارع يزرعون سلالة الباذنجان المعدلة وراثيا باستخدام البكتيريا العصوية التورنجية، والتي حققت لهم زيادة تقارب 6 أضعاف في صافي العائدات، مع استخدام حوالي 20٪ من المزارعين لبذور من المواسم السابقة.